# Mohamed Bazoum

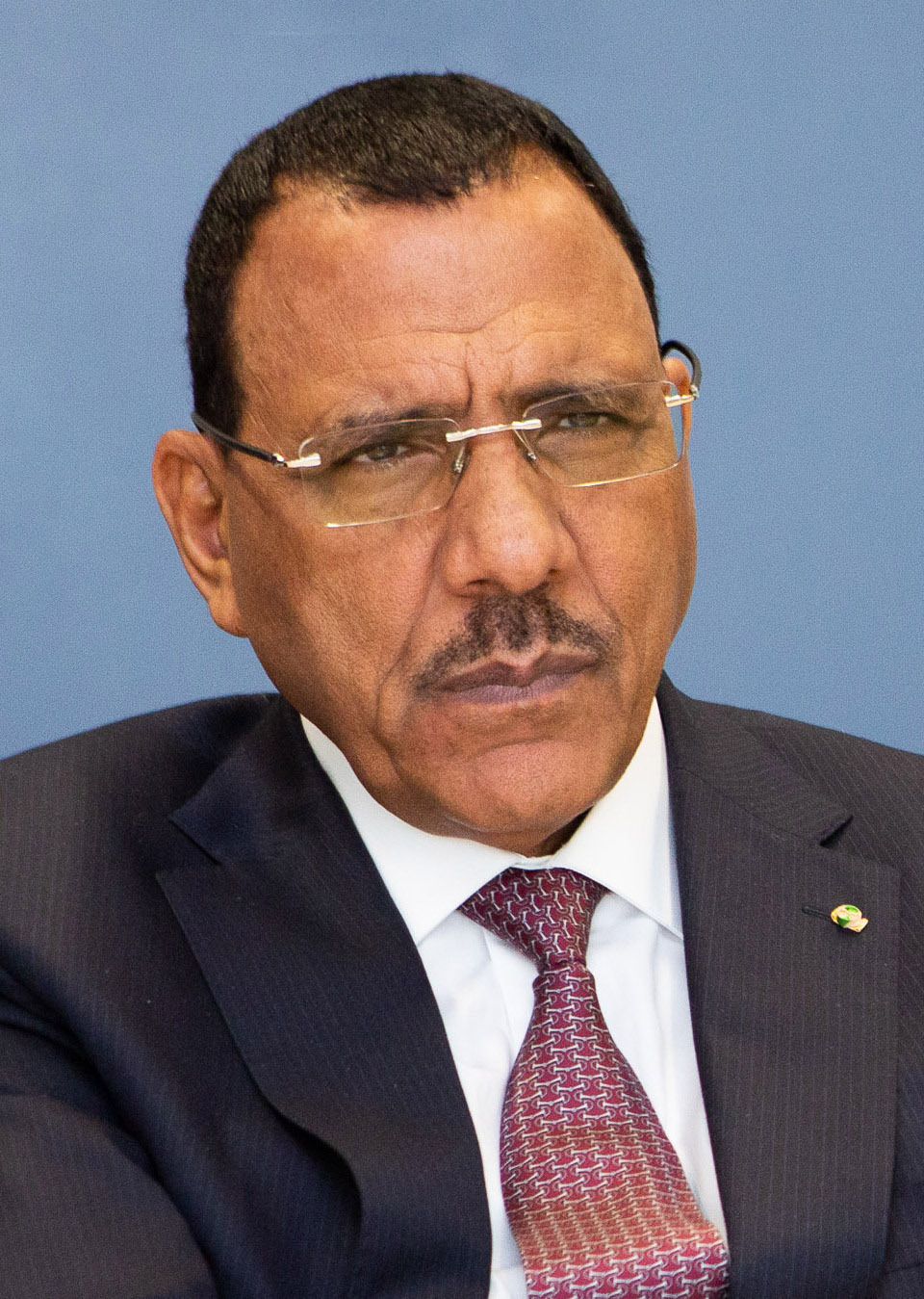
Mohamed Bazoum (2023)

Mohamed Bazoum (* 1. Januar 1960 in Bilabrin, N’Guigmi) ist ein nigrischer Politiker. Er war von 2021 bis zu seiner Absetzung 2023 Staatspräsident Nigers. Zuvor wirkte er von 1995 bis 1996 und von 2011 bis 2015 als Außenminister sowie von 2016 bis 2020 als Innenminister Nigers. Der frühere Lehrer und Gewerkschaftsfunktionär ist Mitglied der Nigrischen Partei für Demokratie und Sozialismus (PNDS-Tarayya).

## Leben

### Herkunft und Familie
Mohamed Bazoum gehört der Minderheit der Diffa-Araber, einer arabisierten Bevölkerungsgruppe in Niger an. Seine Familie stammt aus Tesker.
Er ist verheiratet und hat vier Kinder.

### Ausbildung und Tätigkeit als Lehrer
Mohamed Bazoum besuchte von 1975 bis 1979 die Mittelschule Lycée Amadou Kouran Daga in Zinder, die er mit dem Baccalauréat abschloss. Er studierte von 1979 bis 1984 am Departement für Philosophie der Universität Dakar in Senegal. Er machte 1983 eine Maîtrise in politischer Philosophie und Ethik und 1984 ein Diplôme d’études approfondies in Logik und Erkenntnistheorie.
Von 1984 bis 1991 arbeitete er als Philosophielehrer an den Mittelschulen Lycée Agabba in Tahoua und Lycée Dan Baskoré in Maradi. Er wirkte in den 1980er Jahren zudem als leitender Funktionär der nigrischen Lehrergewerkschaft.

### Politische Laufbahn
Bazoum engagierte sich ab den 1990er Jahren politisch in der Nigrischen Partei für Demokratie und Sozialismus (PNDS-Tarayya). 1991 wurde er als Staatssekretär für Kooperation in die Regierung von Premierminister Amadou Cheiffou berufen. Anschließend wurde er bei den Parlamentswahlen von 1993 im Sonderwahlkreis Tesker als Abgeordneter in die Nationalversammlung gewählt, als deren zweiter Vizepräsident er von 1993 bis 1995 wirkte. Bazoum war erstmals von 1995 bis 1996 Minister für Äußeres und Kooperation. Er blieb zunächst auch trotz des Staatsstreichs durch Ibrahim Baré Maïnassara in diesem Amt – anders als Premierminister Hama Amadou, der Anfang 1996 von Baré Mäinassara durch Boukary Adji ersetzt wurde.
Bazoum war nach seinem Ausscheiden aus der Regierung acht Jahre lang als unabhängiger politischer Berater tätig. 1998 wurde er eine Woche lang polizeilich festgehalten. Ihm wurde vorgeworfen, an einem Mordkomplott gegen Staatspräsident Baré Mäinassara beteiligt gewesen zu sein. Es wurde diesbezüglich nie Anklage gegen ihn erhoben. Von 2004 bis 2009 kehrte Bazoum für seine Partei als Abgeordneter in die Nationalversammlung zurück. Er wurde diesmal zum dritten Vizepräsidenten der Nationalversammlung gewählt und wirkte als Vizepräsident der parlamentarischen Kommission für internationale Kooperation und Konfliktregeln. Er nahm außerdem für Niger einen Sitz im Panafrikanischen Parlament ein. Nach dem Staatsstreich unter der Führung von Salou Djibo war Bazoum von 2010 bis 2011 Mitglied des nigrischen Übergangsparlaments.

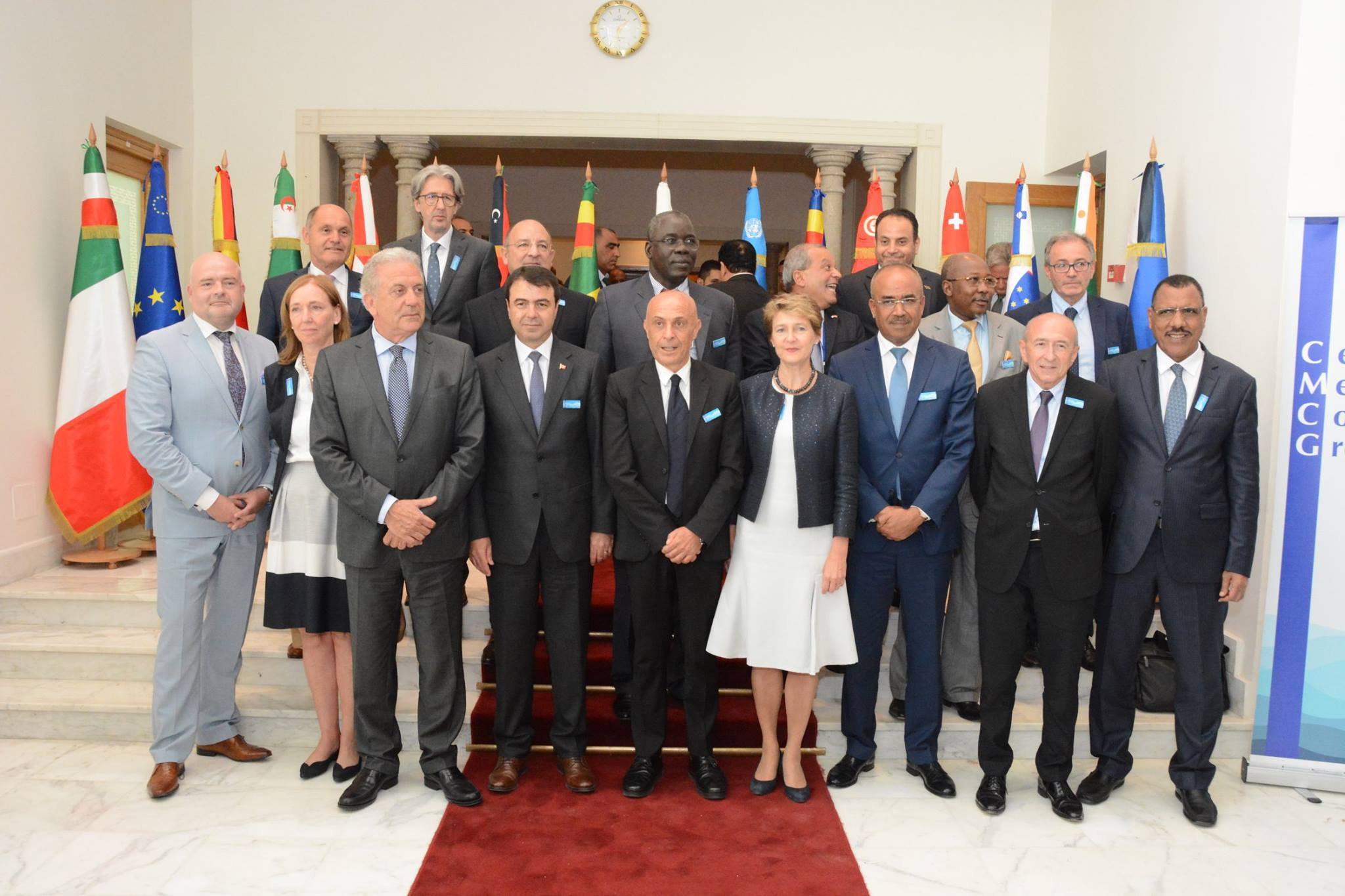
Mohamed Bazoum (rechts) bei einem Innenminister-Treffen in Tunis (2017)

Nachdem sein Parteifreund Mahamadou Issoufou die Präsidentschaftswahlen von 2011 gewonnen hatte, wurde Mohamed Bazoum am 21. April 2011 in der Regierung von Premierminister Brigi Rafini zum Staatsminister für äußere Angelegenheiten, Kooperation, afrikanische Integration und Auslandsnigrer ernannt. Bazoum übernahm außerdem von Issoufou die PNDS-Tarayya-Führung: zunächst interimsmäßig, ab 2013 als gewählter Parteivorsitzender. Am 25. Februar 2015 wurden sein Rückzug aus der Regierung und Aïchatou Boulama Kané als seine Nachfolgerin für das Amt des Außenministers bekanntgegeben. Seine Funktion als Vorsitzender des PNDS-Tarayya behielt Bazoum bei.
In der am 11. April 2016 gebildeten Regierung wurde er Staatsminister für Inneres, öffentliche Sicherheit, Dezentralisierung und Brauchtums- und Religionsangelegenheiten. In diesem Amt wurde er am 29. Juni 2020 von Alkaché Alhada abgelöst.
Mohamed Bazoum wurde als PNDS-Tarayya-Kandidat beim zweiten Durchgang der Präsidentschaftswahlen am 21. Februar 2021 zum Staatspräsidenten Nigers gewählt. Er schlug seinen Gegenkandidaten Mahamane Ousmane mit 55,75 % der Stimmen. Ousmane warf der Wahlbehörde Wahlbetrug vor. Der Verfassungsgerichtshof wies seine Beschwerde am 21. März 2021 ab. Am 2. April 2021 wurde Mohamed Bazoum als Staatspräsident vereidigt.
Im Dezember 2022 wurde Mohamed Bazoum während des 23. ordentlichen Gipfels der Staats- und Regierungschefs der Organisation in Abidjan zum Präsidenten der westafrikanischen Wirtschafts- und Währungsunion (UEMOA) ernannt.

### Absetzung
Übereinstimmenden Medienberichten zufolge soll die Garde des Präsidenten Bazoum am Morgen des 26. Juli 2023 in seinem Amtssitz in Niamey festgesetzt und den Zugang zum Präsidentenpalast sowie den umliegenden Ministerien gesperrt haben. Zudem soll er laut EU-Informationen in Verhandlungen mit Vertretern des Militärs getreten sein. Indes teilte sein Büro per Twitter mit, dem Präsidenten und seiner Familie gehe es gut, und drohte mit einem Gegenangriff durch Armee und Nationalgarde, sollte die Präsidentengarde sich nicht zurückziehen.
Am späten Abend verlasen Militärs im nationalen Fernsehsender RTN ein Communiqué, in dem sie die Institutionen der siebten nigrischen Republik für aufgelöst, die Grenzen des Niger zu Lande und in der Luft für geschlossen und eine Ausgangssperre für verhängt erklärten. Oberst Amadou Abdramane behauptete, ein „Nationaler Rat für die Rettung des Vaterlandes“ habe die Macht im Staate übernommen.
Am 13. August 2023 kündigte die Regierung Nigers an, sie wolle „Mohamed Bazoum und seine einheimischen und ausländischen Komplizen vor den zuständigen nationalen und internationalen Behörden wegen Hochverrats und Untergrabung der inneren und äußeren Sicherheit Nigers anklagen“.

## Ehrungen
- Großoffizier der Ehrenlegion[3]